# Speothos pacivorus
Speothos pacivorus – gatunek wymarłego ssaka z rodziny psowatych (Canidae), spokrewniony z pakożerem leśnym. Gatunek po raz pierwszy opisał w 1839 roku duński paleontolog Peter Wilhelm Lund. Szczątki są datowane na koniec plejstocenu. Był podobny do pakożera leśnego, jednak był od niego nieco większy i miał dwukorzeniową budowę drugiego z zębów trzonowych.